# Victor J. Glover
Victor Jerome Glover (30 de abril de 1976) es un astronauta de la NASA de la generación selecta en 2013.
Glover nació en Pomona, California y creció en Prosper, Texas. El astronauta se graduó de la Escuela de Pilotos de Prueba de la Fuerza Aérea de Estados Unidos y es un piloto de aviones F/A-18, además de que posee el rango de comandante de la Armada de Estados Unidos. Glover tiene títulos de la Universidad Politécnica Estatal de California, la Universidad de la Fuerza Aérea de Estados Unidos, y la Escuela Naval de Posgrado.
En agosto de 2018, Glover fue seleccionado para volar en la primera misión operacional del Dragon 2 de SpaceX hacia la Estación Espacial Internacional como parte del programa de desarrollo de tripulación comercial de la NASA.